# Campo Erê
Campo Erê é um município no oeste do estado de Santa Catarina, no Brasil. Sua população conforme o Censo de 2022, é de 9.623 habitantes. Situa-se na Região Geográfica Imediata de São Lourenço do Oeste.

## Topônimo
"Campo Erê" é um termo com origem na língua caingangue. Significa "campo da pulga ou do bicho-de-pé", através da junção dos termos kempo ("pulga ou bicho-de-pé") e rê ("campo").

## História
Antes da chegada dos colonizadores de origem europeia, a partir do século XVI, a região era habitada por índios das etnias guarani e caingangue.
Sua história está muito relacionada com o município paranaense de Palmas, pois foi de lá que uma bandeira no século XIX descobriu os últimos campos, porção campestre originalmente mais a oeste dos estados brasileiros de Paraná e Santa Catarina.
Existe, no município, próximo à área urbana, um marco histórico denominado Muro dos Indígenas, atualmente sob a tutela do governo federal.
Campo Erê era distrito de Chapecó e foi colonizado por gaúchos, a maioria de origem italiana e alemã. Foi antigo ponto de pousada dos viajantes e transeuntes vindos de Barracão e Dionísio Cerqueira com destino às outras regiões do País.
Emancipou-se pela Lei Estadual 348, de 21 de Junho de 1958.

## Rodovias
Seus acessos são:
- Rodovia PR-180 (Francisco Beltrão-Marmeleiro)
- Rodovia SC-305 por São Lourenço do Oeste
- Rodovia SC-305 que liga-se à BR-153 em Guaraciaba-Anchieta
- Rodovia SC-160 que liga Campo Erê-Saltinho-Serra Alta-Modelo à BR-282 (extensão de 65 km)

## Economia
Suas principais atividades econômicas são: agricultura, pecuária e indústria de implementos agrícolas. Na agricultura destacam-se as lavouras de milho e soja.

### Turismo
É relevante o turismo rural e ecológico, com visitas às fazendas localizadas ao redor da cidade, grandes produtoras de grãos, e várias cachoeiras ao longo dos rios.